# Nippon Terebi Hōsōmō

Logo von 1978 bis 2003

Logo (mit Maskottchen) von 2003 bis 2012

Die Nippon Terebi Hōsōmō K.K. (jap. 日本テレビ放送網株式会社, Nippon Terebi Hōsōmō Kabushiki kaisha, engl. Nippon Television Network Corporation) ist eine Fernsehgesellschaft mit Sitz im Stadtteil Shiodome von Minato-ku, Tokio, Japan. Die Gesellschaft ist im Besitz von Yomiuri Shimbun. Sie ist auch bekannt als Nihon TV (日本テレビ, Nihon Terebi), Nittele (日テレ, Nittere) oder NTV.

## Geschichte und Profil
Am 28. August 1953 nahm Nippon TV als erster privater Sender in Japan den Sendebetrieb auf, ab dem 10. September 1960 wurde auch in Farbe gesendet. Am 1. April 1966 gründete Nippon TV Nippon News Network (NNN) und 1973 Nippon Television Network System (NNS). 1985 wurde ein Studio in New York City fertiggestellt. Im Juli 2003 wurde das seit 1978 bestehende Logo geändert, welches schließlich zum bevorstehenden 60-jährigen Jubiläum 2013 erneut geändert wurde. Im Februar 2004 zog die Hauptgeschäftsstelle von Kojimachi, Chiyoda-ku nach Shiodome um.
NTV wurde in den letzten Jahren von mehreren Skandalen erschüttert. Besonders nachdem bekannt geworden war, dass ein Produzent von NTV Zuschauer bezahlt hat, um die Einschaltquoten zu manipulieren. Der Vorsitzende Seiichiro Ujiie musste im Oktober 2003 von seinem Posten bei der Nationalen Vereinigung des privaten Fernsehens Japans zurücktreten. Kurz darauf trat er auch als Vorsitzender zurück.
Das Programm von NTV umfasst Nachrichtensendungen, Serien, Sport und Shows. Der Sender ist auch an der Produktion verschiedener Animes wie Detektiv Conan, Death Note und Inu Yasha beteiligt. NTV hat ebenso gute Kontakte zum Studio Ghibli und ein Exklusivrecht für die Ausstrahlung von dessen Filmen. Zum Oktober übernahm der Sender 42,3 % der Anteile des Studios.